# Michał Bajor 30/30. Największe przeboje
Michał Bajor 30/30. Największe przeboje – album, będący zapisem recitalu Michał Bajor 30/30. Jest to dwupłytowy album, na który składa się trzydzieści największych przebojów Michała Bajora z trzydziestu lat pracy scenicznej Artysty. Na płytach można znaleźć, m.in.: Siemionownę - utwór, który Artysta zaśpiewał, gdy miał 16 lat oraz A kto Ciebie, Ty wierzbino - wiersz Marii Konopnickiej, do którego melodię skomponował sam Michał Bajor.
Nagrania uzyskały status platynowej płyty.

## Lista utworów
CD 1:
1. "Siemionowna"
2. "A kto Ciebie, Ty wierzbino"
3. "Mandalay"
4. "Flamandowie"
5. "Nie opuszczaj mnie"
6. "Ja wbity w kąt"
7. "Ogrzej mnie" (słowa Wojciech Młynarski, muzyka Włodzimierz Korcz)
8. "Błędny rycerz"
9. "Popołudnie"
10. "Chciałbym"
11. "Oddaj mi samotność"
12. "Nasza niebezpieczna miłość"
13. "Naszych matek maleńkie mieszkanka"
14. "Do trzech cnót"

CD 2:
1. "Femme fatale"/"Madame"
2. "Buffo"
3. "W lesie, w lesie"
4. "Nie ma już nic"
5. "Zapominam"
6. "Moja miłość największa"
7. "Nie chcę więcej"
8. "Edith"
9. "Pali się"